# Sistema Federal de Rotas dos Estados Unidos
O Sistema Federal de Rotas dos Estados Unidos (geralmente chamado de U.S. Routes ou U.S. Highways) é um sistema integrado de estradas e autoestradas numeradas em uma grade nacional nos Estados Unidos contíguos. Como a designação e a numeração dessas rotas foram coordenadas entre os estados, às vezes elas são chamadas de rotas federais, mas as estradas foram construídas e sempre foram mantidas pelos governos estaduais ou locais desde sua designação inicial em 1926.
Os números e as localizações das rotas são coordenados pela American Association of State Highway and Transportation Officials (AASHTO). O único envolvimento federal na AASHTO é um assento sem direito a voto para o Departamento de Transportes dos Estados Unidos. Geralmente, a maioria das rotas de norte a sul tem numeração ímpar, com os números mais baixos no leste e os mais altos no oeste, enquanto as rotas de leste a oeste têm numeração par, com os números mais baixos no norte e os mais altos no sul, embora as diretrizes de grade não sejam seguidas rigidamente e existam muitas exceções. As principais rotas norte-sul geralmente têm números que terminam em “1”, enquanto as principais rotas leste-oeste geralmente têm números que terminam em “0”. As rodovias numeradas com três dígitos geralmente são rotas de ramificação de rodovias principais; por exemplo, a U.S. Route 264 (US 264) é uma ramificação da US 64. Algumas rotas divididas, como a US 19E e a US 19W, existem para fornecer dois alinhamentos para uma rota. As rotas especiais, que podem ser rotuladas como alternativas, de desvio ou de negócios, dependendo do uso pretendido, fornecem uma rota paralela à linha principal da rota dos Estados Unidos.
Antes de as rotas dos Estados Unidos serem designadas, as trilhas de automóveis designadas por associações de trilhas de automóveis eram o principal meio de marcar estradas nos Estados Unidos. Essas organizações eram privadas, e o sistema de marcação de estradas na época era aleatório e não uniforme. Em 1925, o Joint Board on Interstate Highways, recomendado pela American Association of State Highway Officials (AASHO), trabalhou para formar um sistema nacional de numeração para racionalizar as estradas. Após várias reuniões, um relatório final foi aprovado pelo Departamento de Agricultura dos Estados Unidos em novembro de 1925. Depois de receber feedback dos estados, foram feitas várias modificações; o U.S. Highway System foi aprovado em 11 de novembro de 1926.
A expansão do sistema de rotas dos Estados Unidos continuou até 1956, quando o Sistema Interestadual de Autoestradas foi planejado e começou a ser construído sob a administração do presidente Dwight D. Eisenhower. Após a implementação nacional do sistema de rodovias interestaduais, muitas rotas dos Estados Unidos que haviam sido contornadas ou sobrepostas às rodovias interestaduais foram desativadas e removidas do sistema. Em alguns lugares, as rotas americanas permanecem ao lado das interestaduais e servem como meio de acesso dos viajantes interestaduais aos serviços locais e como estradas secundárias de alimentação ou como importantes artérias principais por si só. Em outros lugares, onde não há rotas interestaduais próximas, as rotas americanas geralmente permanecem como as estradas mais bem desenvolvidas para viagens de longa distância. Embora o crescimento do sistema tenha se desacelerado nas últimas décadas, a U.S. Highway System continua em vigor até hoje e novas rotas são ocasionalmente adicionadas ao sistema.

## Detalhes do sistema
Em geral, as rotas federais não têm um padrão mínimo de projeto, ao contrário das autoestradas interestaduais posteriores, e não costumam ser construídas com padrões de autoestrada. Alguns trechos das U.S. Routes atendem a esses padrões. Muitos são designados usando as ruas principais das cidades e vilas por onde passam. Novas adições ao sistema, no entanto, devem “atender substancialmente aos padrões atuais de projeto da AASHTO”. Em 1989, o Sistema Federal de Rotas dos Estados Unidos tinha uma extensão total de 157.724 milhas (253.832 km).
Com exceção das pontes e túneis com pedágio, pouquíssimas rotas federais são estradas com pedágio. A política da AASHTO diz que uma estrada com pedágio só pode ser incluída como uma rota especial e que “uma rota sem pedágio entre os mesmos terminais deve continuar a ser mantida e sinalizada como parte do Sistema Federal dos Estados Unidos.” A U.S. Route 3 (US 3) cumpre essa obrigação; em Nova Hampshire, ela não segue as partes com pedágio da Everett Turnpike. No entanto, as U.S. Route no sistema usam partes de cinco estradas com pedágio:
- A US 51 usa parte da Jane Addams Memorial Tollway em Illinois; a estrada antiga é a Illinois Route 251.
- A US 278 usa a Cross Island Parkway com pedágio na Carolina do Sul; a estrada antiga é a US 278 Business. Os pedágios foram removidos em julho de 2021.
- A US 301 é uma estrada com pedágio através de Delaware; a rota anterior é uma estrada livre e usa várias rotas estaduais de Delaware.
- A US 412 usa a Cimarron Turnpike em Oklahoma; a antiga estrada é a US 64.
- A US 412 também usa a Cherokee Turnpike em Oklahoma; a estrada antiga é a US 412 Alternate.

### Numeração
As rotas federais dos Estados Unidos têm uma maneira especial de calcular seus números. As principais rotas geralmente têm números com 1 ou 2 dígitos. Uma exceção é a U.S. Route 101, que é uma rota de 3 dígitos que é tratada como uma rota de 2 dígitos com um primeiro dígito de “10”. As rotas que correm no sentido leste/oeste são números pares (2, 4, 6, 8 ou 0), e as rotas norte/sul são números ímpares (1, 3, 5, 7 ou 9). Para as rotas americanas leste/oeste, os números pequenos estão no norte e os números grandes estão no sul. Para as rotas norte/sul, os números pequenos estão no leste e os grandes, no oeste. As importantes rodovias rotas leste/oeste geralmente têm números que terminam em “0” e as importantes rotas norte/sul têm números que terminam em “1”. Muitas das rotas que terminam em “0” ou “1” costumavam atravessar o país, mas não atravessam mais por causa do Sistema Interestadual de Autoestradas.

#### Exemplos
- A U.S. Route 20 é uma importante rota federal leste/oeste na parte norte dos Estados Unidos, de Newport, Oregon, a Boston, Massachusetts
- A U.S. Route 90 é uma importante rota federal leste/oeste na parte sul dos Estados Unidos, de Van Horn, Texas, a Jacksonville Beach, Flórida
- A U.S. Route 1 é uma importante rota federal norte/sul ao longo da extremidade leste dos Estados Unidos, de Key West, Flórida, a Fort Kent, Maine
- A U.S. Route 101 é uma importante autoestrada federal norte/sul ao longo da extremidade oeste dos Estados Unidos, de Los Angeles, Califórnia, a Olympia, Washington

#### Rotas federais de três dígitos
As autoestradas federais com números de 3 dígitos são ramificações de uma rodovia de 1 ou 2 dígitos. Por exemplo, a U.S. Route 201 é um ramal da U.S. Route 1.

#### Exceções
A U.S. Route 2 é considerada uma autoestrada federal principal, embora não termine em “0”. A U.S. Route 163, a U.S. Route 400, a U.S. Route 412 e a U.S. Route 425 têm números de 3 dígitos que não funcionam como um ramal de uma rota de 1 ou 2 dígitos.

### Sinalização

Placa de sinalização da U.S. Route 66

Os números das rotas são exibidos em uma placa branca de formato distinto com grandes números pretos no centro. Muitas vezes, a placa é exibida em um fundo preto quadrado ou retangular. Cada estado fabrica sua própria sinalização e, portanto, existem variações sutis em todos os Estados Unidos. Cada estado pode usar desenhos recortados ou retangulares, alguns têm contornos pretos e a Califórnia imprime as letras “US” acima dos numerais. As placas de um e dois dígitos geralmente apresentam os mesmos numerais grandes e em negrito em um escudo de dimensão quadrada, enquanto as rotas de três dígitos podem usar o mesmo escudo com uma fonte mais estreita ou um escudo mais largo de dimensão retangular. As rotas especiais podem ser indicadas com uma faixa acima do número da rota ou com uma letra sufixada ao número da rota. As placas geralmente são exibidas em vários locais diferentes. Primeiro, são exibidos ao longo da lateral da rota em intervalos regulares ou após os principais cruzamentos (chamados de marcadores de segurança), que mostram a rota e a direção nominal da viagem. Em segundo lugar, são exibidos em cruzamentos com outras estradas principais, de modo que o tráfego no cruzamento possa seguir o curso escolhido. Em terceiro lugar, podem ser exibidos em grandes placas verdes de orientação que indicam os próximos cruzamentos em autoestradas e vias expressas.

### Rotas divididas e especiais
Desde 1926, algumas rotas divididas foram designadas para atender a áreas relacionadas e designar divisões de rotas aproximadamente equivalentes. Por exemplo, a US 11 se divide em US 11E (leste) e US 11W (oeste) em Bristol, Virgínia, e as rotas se juntam novamente em Knoxville, Tennessee. Ocasionalmente, apenas uma das duas rotas é sufixada; a US 6N na Pensilvânia não se junta novamente à US 6 em sua extremidade oeste. A AASHTO vem tentando eliminar essas rotas desde 1934; sua política atual é negar a aprovação de novas rotas divididas e eliminar as existentes “tão rapidamente quanto o State Highway Department e o Standing Committee on Highways possam chegar a um acordo com relação a elas”.
Rotas especiais - aquelas com uma faixa como alternativa ou desvio - também são gerenciadas pela AASHTO. Às vezes, elas são designadas com sufixos de letras, como A para alternativa ou B para negócios.

### Nomeação
O registro oficial de rotas, publicado pela última vez pela AASHTO em 1989, tem sido denominado United States Numbered Highways desde sua publicação inicial em 1926. No registro de rotas, “U.S. Route” é usado no índice, enquanto “United States Highway” aparece como título de cada rota. Todos os relatórios do Special Committee on Route Numbering desde 1989 usam “U.S. Route”, e as leis federais relacionadas a rodovias usam “United States Route” ou “U.S. Route” com mais frequência do que as variantes “Highway”. O uso de U.S. Route ou U.S. Highway em nível local depende do estado, sendo que alguns estados, como Delaware, usam “route” e outros, como Colorado, usam “highway”.

## História

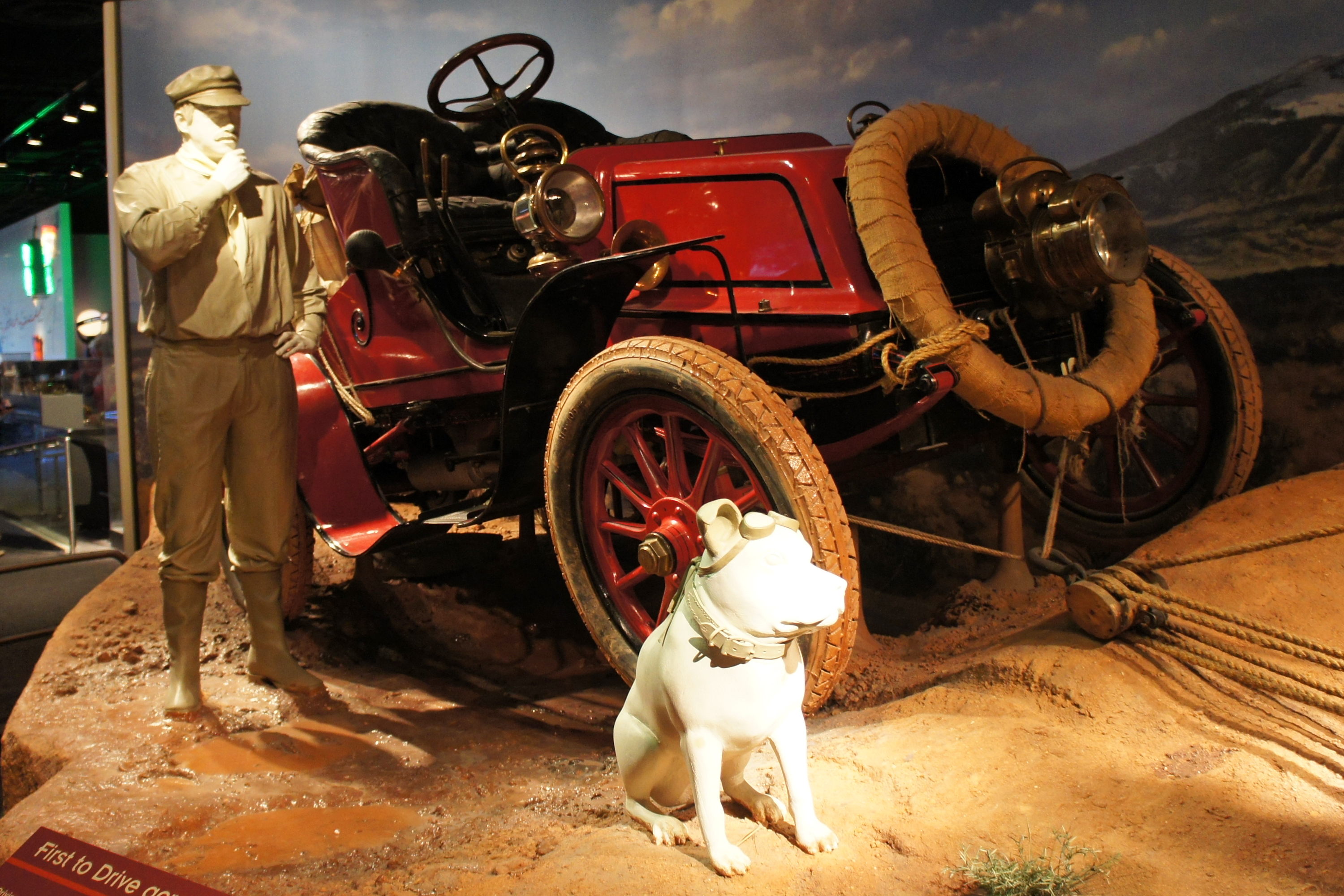
Horatio Nelson Jackson com seu carro (réplica), em exposição no Museu Nacional da História Americana em Washington, D.C.

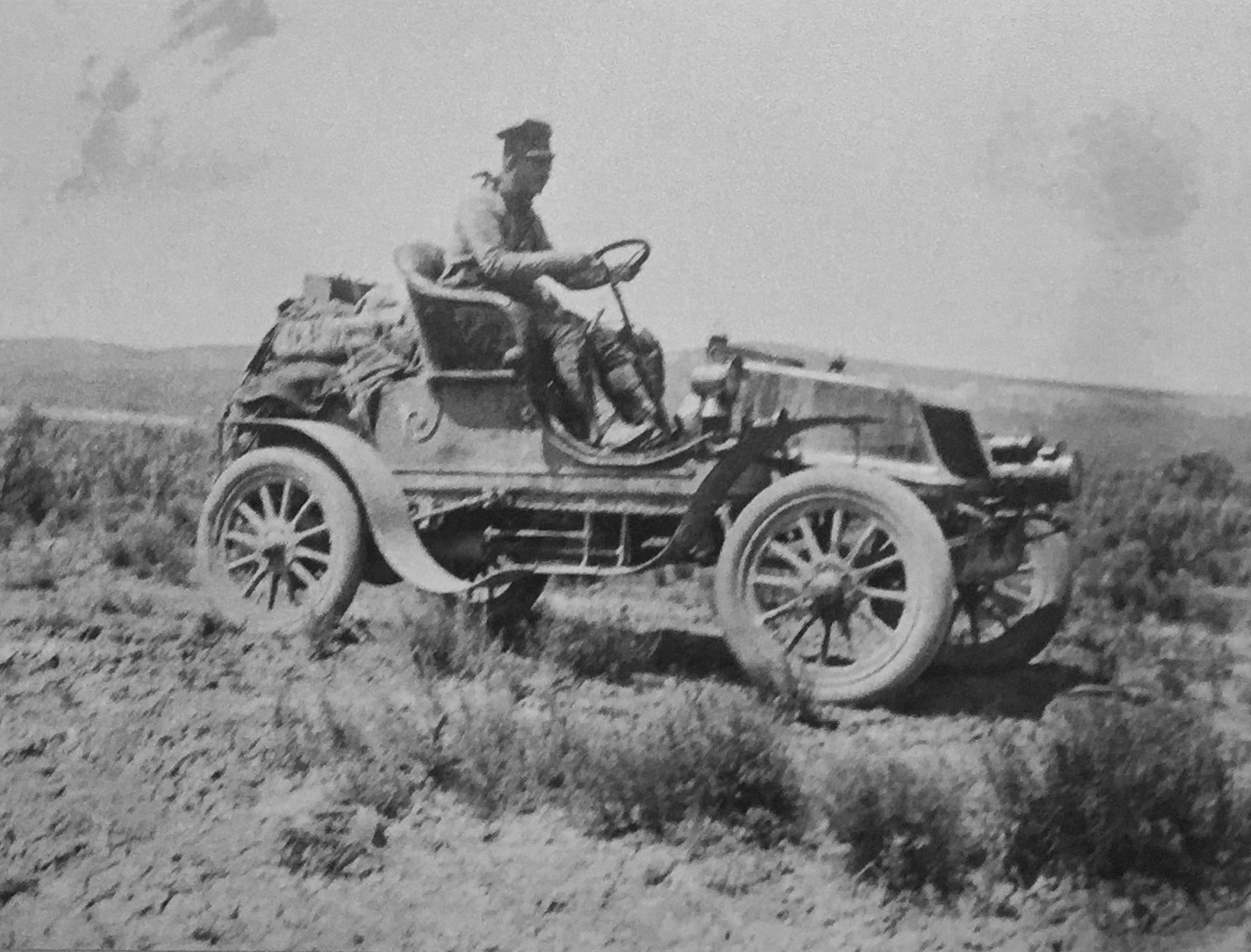
Horatio Jackson em 1903

Em 1903, os americanos Horatio Nelson Jackson e Sewall Crocker viajaram de São Francisco para a cidade de Nova Iorque em seu carro de passageiros, um Winton 1903. Como naquela época havia apenas cerca de 150 milhas (aproximadamente 230 km) de estradas pavimentadas em todos os Estados Unidos, Jackson e Crocker usaram principalmente estradas rurais não pavimentadas e trilhos de trem para essa viagem. Seu projeto rapidamente atraiu muita atenção em vários jornais diários e se tornou uma sensação que chamou a atenção em todo o país. Hoje, a viagem é considerada o primeiro passeio documentado de carro de passageiros pelos Estados Unidos. Ao mesmo tempo, esse passeio deu origem às primeiras ideias de construção sistemática de estradas principais nos Estados Unidos. A partir de 1910, várias organizações e grupos de interesse organizados localmente surgiram para construir estradas-tronco entre várias cidades grandes. O financiamento e a construção eram descentralizados, por exemplo, pelos próprios municípios; nessa época, ainda não existia um método padronizado de construção de estradas. Como o número de veículos motorizados registrados quase explodiu de 500.000 para mais de dez milhões entre 1910 e 1920, houve uma grande necessidade de construção sistemática e nomeação de rodovias. A American Association of State Highway Officials foi fundada em 1914. O Federal Aid Road Act of 1916 regulamentou o financiamento para a construção de estradas em todo o país e forneceu US$ 75 milhões para a construção de estradas entre 1916 e 1921, o que levou a uma aceleração significativa na construção do sistema de rodovias.
O primeiro estado dos Estados Unidos a numerar sistematicamente suas rodovias foi o Wisconsin, em 1918. Um ano antes, a legislatura de Wisconsin havia decidido construir um sistema de rotas bem desenvolvida. Após as considerações iniciais de codificar as rotas por cores terem sido rejeitadas, Wisconsin sistematicamente atribuiu números às rotas: começando com o número 10 para a rodovia mais longa, as rodovias receberam números de dois dígitos na ordem do comprimento de suas rotas. O sistema de rotas numeradas rapidamente provou ser muito confiável e foi adotado por outros estados.
Em uma reunião da American Association of State Highway Officials em 1924, os departamentos estaduais de transporte decidiram por um sistema de numeração padronizado para autoestradas interestaduais. Os detalhes desse sistema foram decididos em outras reuniões. Em 1925, o prefixo “U.S. Highway” em conjunto com um número foi acordado. Além disso, foram selecionadas as estradas principais que fariam parte desse sistema rodoviário. Foi selecionada uma rede rodoviária com uma extensão total de 75.800 milhas (122.000 quilômetros). Na época, isso representava 2,6% de todas as estradas dos Estados Unidos. As decisões levaram a amplas discussões em todo o país e foram aprovadas e desaprovadas pelos jornais locais, muitas vezes dependendo do fato de a região em questão estar ou não conectada ao sistema de autoestradas. O plano foi finalmente adotado oficialmente em 11 de novembro de 1926. O sistema de numeração adotado ainda é amplamente válido hoje.
Nos anos seguintes, a AASHTO tentou resolver as inconsistências existentes e alterou os números das autoestradas que tinham o caráter de estrada alimentadora para números de três dígitos, adicionando um dígito na frente da numeração de dois dígitos existente. Além disso, foram definidas “rotas alternativas”. Com a extensão de várias rodovias e a construção de novas estradas, o sistema se tornou cada vez mais complicado, exigindo a renomeação de algumas áreas, especialmente no início da década de 1960. A AASHTO ainda está se esforçando para remover do sistema rodoviário as rodovias que têm uma extensão total de menos de 300 milhas e não conectam estados.
Em 1956, o então presidente dos Estados Unidos, Dwight D. Eisenhower, aprovou o Federal Aid Highway Act. Essa lei autorizou a construção do Sistema Interestadual de Autoestradas nos Estados Unidos. As autoestradas interestaduais são rodovias supra-regionais, comparáveis a autoestradas. Até 1991, mais de US$ 100 bilhões haviam sido investidos na rede de 77.000 quilômetros de autoestradas. O Sistema Interestadual de Autoestradas substituiu o sistema de autoestradas como o sistema rodoviário mais importante dos Estados Unidos. As autoestradas interestaduais também têm um sistema de numeração, mas têm um I- como prefixo.